# Mendalo Darat
Mendalo Darat is een bestuurslaag in het regentschap Muaro Jambi van de provincie Jambi, Indonesië. Mendalo Darat telt 19.097 inwoners (volkstelling 2010).